# Гюнвиллер
Гюнвиллер (фр. Gungwiller) — коммуна на северо-востоке Франции в регионе Гранд-Эст (бывший Эльзас — Шампань — Арденны — Лотарингия), департамент Нижний Рейн, округ Саверн, кантон Ингвиллер. До марта 2015 года коммуна административно входила в состав упразднённого кантона Дрюлинген (округ Саверн).
Площадь коммуны — 1,65 км², население — 297 человек (2006) с тенденцией к стабилизации: 279 человек (2013), плотность населения — 169,1 чел/км².

## Население
Население коммуны в 2011 году составляло 275 человек, в 2012 году — 277 человек, а в 2013-м — 279 человек.
| 1962 | 1968 | 1975 | 1982 | 1990 | 1999 | 2006 | 2008 | 2011 | 2012 | 2013 |
| ---- | ---- | ---- | ---- | ---- | ---- | ---- | ---- | ---- | ---- | ---- |
| 241  | 265  | 310  | 263  | 219  | 233  | 297  | 283  | 275  | 277  | 279  |

Динамика населения:

## Экономика
В 2010 году из 172 человек трудоспособного возраста (от 15 до 64 лет) 132 были экономически активными, 40 — неактивными (показатель активности 76,7 %, в 1999 году — 68,6 %). Из 132 активных трудоспособных жителей работали 126 человек (68 мужчин и 58 женщин), 6 числились безработными (1 мужчина и 5 женщин). Среди 40 трудоспособных неактивных граждан 12 были учениками либо студентами, 11 — пенсионерами, а ещё 17 — были неактивны в силу других причин.